# Consilium formatum
Consilium formatum war der Name des Rates des Heilbronner Bundes (1633–35) während des Dreißigjährigen Krieges, der das von Axel Oxenstierna geleitete Direktorium beriet.
Dem Consilium gehörten drei schwedische Vertreter sowie sieben Vertreter der deutschen Mitglieder des Bundes an. Die Leitung lag bei Graf Axel Gustafsson Oxenstierna af Södermöre (1583–1654).
Ratsmitglieder waren unter anderem Johann VIII. Graf zu Sayn-Wittgenstein-Hohenstein (1601–1657), Johann Konrad Freiherr Varnbüler von und zu Hemmingen (1595–1657), der württembergische Kanzler Johann Jakob Löffler (1582–1638), Philipp Reinhard I. zu Solms-Hohensolms-Lich (1593–1635) sowie der Pfälzer Obrist Georg Hans von Peblis (1577–1650).